# Parti Breton
Parti Breton (česky: Strana Bretaně, bretonsky: Strollad Breizh) je sociálně demokratická a nacionalistická politická strana ve Francii. Strana vznikla v roce 2002 a mezi její program patří vytvoření nezávislého státu Bretaň v rámci Evropské unie.